# 泰氏龜鯔
泰氏龜鯔為輻鰭魚綱鯔形目鯔科的其中一種，分布於印度太平洋區，包括紅海、東非、巴基斯坦、斯里蘭卡、印度、孟加拉、安達曼群島、緬甸、中國、馬來西亞、印尼、澳洲、關島、馬里亞納群島、菲律賓、巴布亞紐幾內亞等海域，體長可達70公分，棲息在沿海、河口，為雜食性，以矽藻、藻類、小型無脊椎動物為食，可做為食用魚及觀賞魚。

## 擴展閱讀
維基物種上的相關：泰氏龜鯔